# Supermarine Walrus
Supermarine Walrus là một loại máy bay trinh sát hai tầng cánh lưỡng cư của Anh. Do R. J. Mitchell thiết kế, trang bị cho Không quân Hải quân Hoàng gia (FAA). Nó còn được trang bị cho Không quân Hoàng gia (RAF), Không quân Hoàng gia Australia (RAAF), Không quân Hoàng gia Canada (RCAF), Hải quân Hoàng gia New Zealand (RNZN) và Không quân Hoàng gia New Zealand (RNZAF).

## Biến thể
Seagull V
Phiên bản gốc có thân làm bằng kim loại.
Walrus I
Phiên bản có thân làm bằng kim loại.
Walrus II
Phiên bản có thân làm bằng gỗ.

## Quốc gia sử dụng

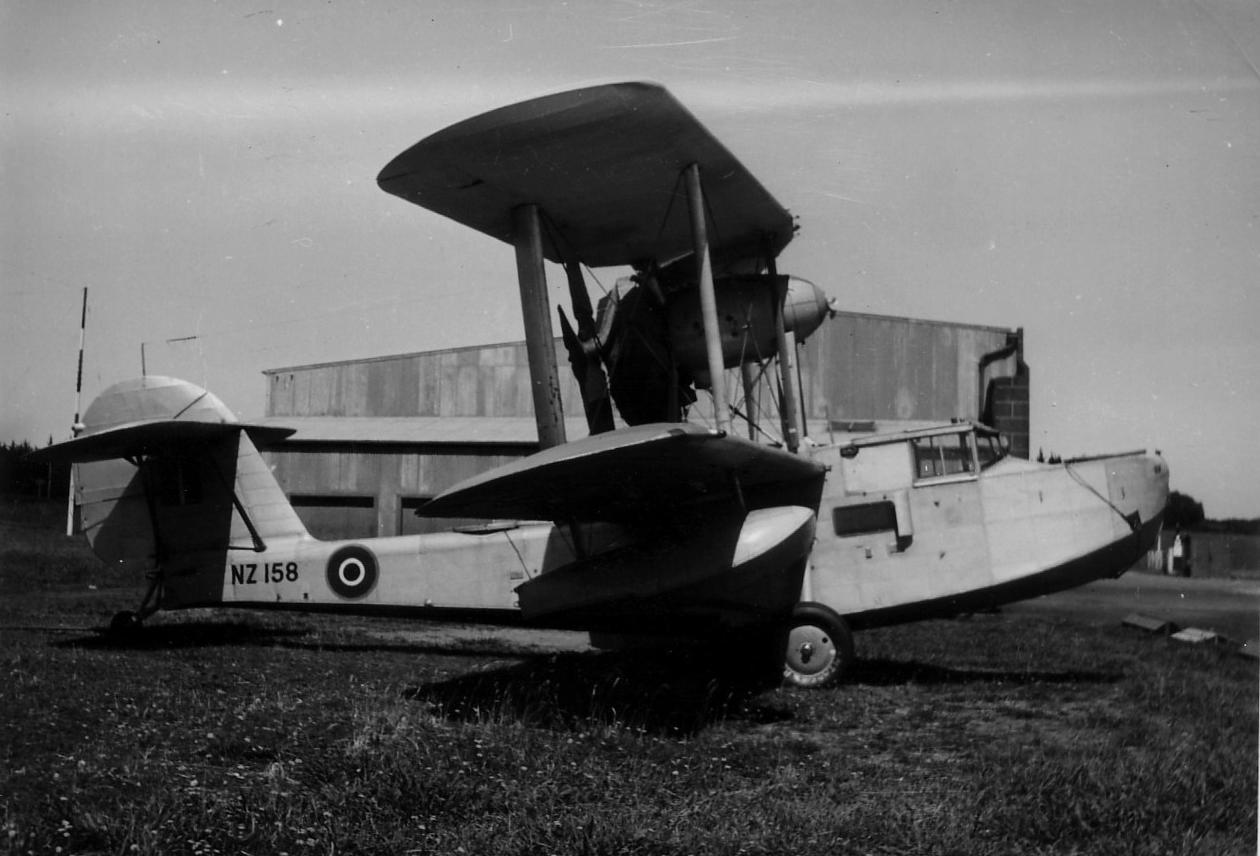
Supermarine Walrus, RNZAF, (1944/1945)

### Quân sự
Argentina
- Hải quân Argentina
  - Không quân Hải quân Argentina

 Úc
- Không quân Hoàng gia Australia

 Canada
- Không quân Hoàng gia Canada
- Hải quân Hoàng gia Canada

 Egypt
 Pháp
- Hải quân Pháp
  - Aeronavale[2]

 Ireland
- Quân đoàn Không quân Ireland[3]

 New Zealand
- Không quân Hoàng gia New Zealand

 Liên Xô
- Không quân Hải quân Xô viết

 Thổ Nhĩ Kỳ
- Không quân Thổ Nhĩ Kỳ

 Anh Quốc
- Không quân Hải quân Hoàng gia[4]
- Không quân Hoàng gia

### Dân sự
Úc
- Amphibious Airways

 Canada
- Kenting Aviation[5]

 Hà Lan
 Na Uy
- Vestlandske Luftfartsskelskap

 Anh Quốc
- United Whalers

## Tính năng kỹ chiến thuật (Supermarine Walrus)

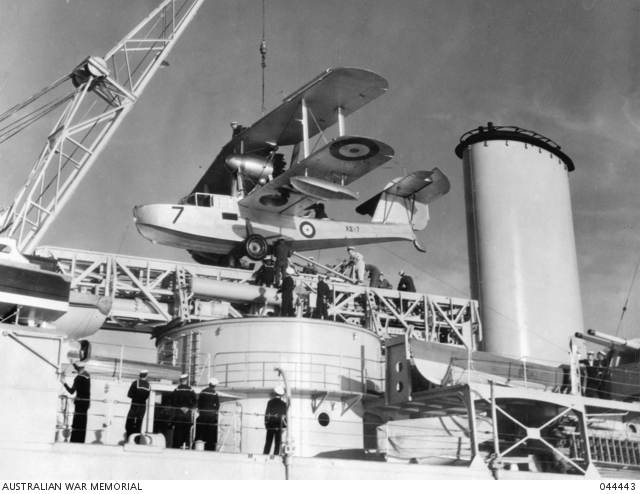
Một chiếc Seagull V trên tàu tuần dương hạng nhẹ HMAS Hobart, 1939.

Dữ liệu lấy từ Supermarine Walrus I & Seagull V Variants
Đặc điểm tổng quát
- Kíp lái: 3-4
- Chiều dài: 33 ft 7 in (10,2 m)
- Sải cánh: 45 ft 10 in (14,0 m)
- Chiều cao: 15 ft 3 in (4,6 m)
- Diện tích cánh: 610 ft² (56,7 m²)
- Trọng lượng rỗng: 4.900 lb (2.220 kg)
- Trọng lượng có tải: 7.200 lb (3.265 kg)
- Trọng lượng cất cánh tối đa: 8.050 lb (3.650 kg)
- Động cơ: 1 × Bristol Pegasus VI, 680 hp (510 kW)

 Hiệu suất bay 
- Vận tốc cực đại: 135 mph (215 km/h) trên độ cao 4.750 ft (1.450 m)
- Tầm bay: 600 mi (965 km)
- Trần bay: 18.500 ft (5.650 m)
- Vận tốc lên cao: 1.050 ft/phút (5,3 m/s)
- Tải trên cánh: 11,8 lb/ft² (57,6 kg/m²)
- Công suất/trọng lượng: 0,094 hp/lb (0,16 kW/kg)

Trang bị vũ khí

- Súng: 2 hoặc 3 × súng máy Vickers K.303 in (7,7 mm)
- Bom: 760 lb (345 kg) bom hoặc bom chống tàu ngầm